# Pizmonim
Pizmonim ( en hebreo: פזמונים ) es un género de canciones y melodías judías tradicionales con la intención de elogiar a Elohim así como aprender ciertos aspectos de las enseñanzas religiosas tradicionales. Se cantan a través de rituales y festividades religiosas tales como rezos, Brit Milá, Bar Mitzvá, bodas y otras ceremonias. Las Pizmonim se cantan generalmente en el Idioma hebreo y son himnos litúrgicos adicionales. Las Piyyutim son himnos impresos en el libro de rezos, el Sidur, y forman parte integral del servicio. Las canciones similares cantadas en la sinagoga en la mañana de Shabat entre la medianoche y el amanecer se llaman Baqashot.

## Fondo geográfico
Las Pizmonim son cantadas tradicionalmente por los judíos de Oriente Medio, Egipto, el Magreb y los judíos de origen Sefardí.  Las Zemirot son cantadas también por los judíos Asquenazitas. La tradición oriental proviene de los judíos de Alepo, tradiciones similares existen entre los judíos de Irak (donde las canciones se conocen como alabanzas, y en los países del Norte de África (Marruecos, Túnez, Libia, Egipto, Argelia. Los judíos del origen griego, turco y balcánico tienen canciones de la misma clase en Ladino, asociadas a los festivales: estas se conocen como coplas.

## La historia de textos
Los textos de muchas Pizmonim datan de la Edad Media, y se basan a menudo en versos de la Santa Biblia. Muchas provienen del Tanaj, mientras que otras fueron compuestas por poetas tales como Yehudah Halevi e Israel Najara de Gaza. Algunas melodías provienen de la música popular de Oriente Medio. Un compositor prolífico de las Pizmonim era el Jazán Rafael Antebi Tabush (Aleppo 1830-El Cairo 1919), que se considera como el fundador de la tradición en su forma actual. La tradición ha sido exportada desde entonces a las comunidades judías sirias en las Américas por sus pupilos, principalmente Moses Ashear. Las Pizmonim se componen para las ocasiones especiales tales como bodas y bar mitzvá. Grandes compositores de Pizmonim han sido; Ezekiel Albeg, Gabriel A. Shrem (estudiante de Ashear), Eliyahu Menaged (estudiante de Tabush), y el Rabino Rafael Yair Elnadav.